# Poggio di Montieri
Il Poggio di Montieri è un rilievo montuoso delle Colline Metallifere.

## Descrizione
Situata in provincia di Grosseto a sud-ovest del centro di Montieri, la cima di 1.051 metri s.l.m. costituisce la seconda vetta del massiccio, con soli 9 metri in meno rispetto alle più alte Cornate di Gerfalco.
La zona è ricca di numerose risorse minerarie, sfruttate anche in passato fin dagli Etruschi.